# Экстерталь
Экстерталь (нем. Extertal) — община в Германии, в земле Северный Рейн-Вестфалия.
Подчиняется административному округу Детмольд. Входит в состав района Липпе.  Население составляет 12 081 человек (на 31 декабря 2010 года). Занимает площадь 92,53 км².
Коммуна подразделяется на 12 сельских округов.